# Michaił Gniłorybow
Michaił Nikołajewicz Gniłorybow, ros. Михаил Николаевич Гнилорыбов (ur. 30 października 1884 r. w stanicy Kalitwenskaja w Obwodzie Wojska Dońskiego, zm. w kwietniu 1923 r. w Moskwie) – rosyjski wojskowy (generał major), emigracyjny działacz kozacki.
Ukończył nikołajewską szkołę kawaleryjską. W 1904 r. awansował do stopnia chorążego 8 Dońskiego Pułku Kozackiego. W 1908 r. mianowano go sotnikiem. W 1911 r. w stopniu podesauła ukończył aleksandrowską akademię wojskowo-prawniczą (wkrótce został esaułem), zaś w 1913 r. oficerską szkołę kawaleryjską. Brał udział w I wojnie światowej. Od lutego 1915 r. służył w 54 Dońskim Pułku Kozackim. W czerwcu 1916 r. został przeniesiony do rezerwy oficerskiej przy sztabie Dźwińskiego Okręgu Wojskowego. W kwietniu 1917 r. w stopniu podpułkownika objął funkcję pełniącego obowiązki radcy prawnego dowódcy Dźwińskiego Okręgu Wojskowego. W styczniu 1918 r. wstąpił do nowo formowanej Armii Dońskiej. Dowodził oficerskim oddziałem partyzanckim. W poł. lutego tego roku objął dowództwo oficerskiej drużyny w oddziale atamana marszowego Wojska Dońskiego. W kwietniu został dowódcą oddziału konnego im. Wielkiego Kręgu Wojskowego Wojska Dońskiego. W marcu 1919 r. mianowano go pułkownikiem. Wybrano go atamanem okręgowym okręgu salskiego Wojska Dońskiego. W październiku tego roku wszedł w skład kręgu wojskowego Wojska Dońskiego. W marcu 1920 r. wycofał się z resztkami Armii Dońskiej w rejon Soczi. W lipcu tego roku skierowano go do Warszawy, gdzie w grudniu został podporządkowany dowództwu nowo formowanej 3 Armii Rosyjskiej. Jednocześnie był członkiem Ludowego Związku Obrony Ojczyzny i Wolności. W 1921 r. został generałem majorem. Tytułował się „dowódcą oddziałów kozackich w Polsce”. Pod koniec października tego roku został deportowany do Czechosłowacji. Wszedł w skład Związku Powrotu do Ojczyzny, założonego przez kozackich działaczy probolszewickich. W 1922 r. powrócił do Rosji Sowieckiej, gdzie został aresztowany i uwięziony na Łubiance w Moskwie. Podczas konwojowania na przesłuchanie zastrzelił jednego z czerwonoarmistów i próbował zbiec, ale został schwytany. Wkrótce go rozstrzelano.